# 志喜屋孝信
志喜屋 孝信（しきや こうしん、1884年（明治17年）4月19日 - 1955年1月26日）は、日本の教育者、政治家。
太平洋戦争後、アメリカ統治下の沖縄で、沖縄諮詢会委員長や初代沖縄民政府知事のほか、沖縄最初の大学である琉球大学の初代学長を務めた。

## 経歴
沖縄県中頭郡具志川（現・うるま市宮里）出身。1904年（明治37年）、旧制沖縄県立中学校（現・沖縄県立首里高等学校）卒業。1908年（明治41年）に広島高等師範学校（現・広島大学）を卒業する。在学中、内村鑑三の著書に影響を受ける。
最初は私立金光中学校、熊本県立鹿本中学校に勤務した後、沖縄県立第二中学校に赴任する。そして1924年（大正13年）に同校の校長に就任する。1936年（昭和11年）に退職後、私立開南中学校を設立して数多くの教え子を育てたが、同校は沖縄戦により校舎や教職員、生徒を多く失い、廃校となった。
アメリカ軍占領後の1945年8月20日、米国軍政府の諮問機関で事実上の行政機関であった沖縄諮詢会の委員長に選出される。ついで、米国軍政府により1946年には沖縄民政府知事に任命され、戦争で荒廃した郷土の復興に尽力した。1950年に沖縄群島政府が設立されたことに伴い民政府知事を辞任し、同年設立された琉球大学の学長に迎えられた。